# Constitution tchècoslovaque de 1948
La Constitution tchèque du 9 mai 1948 (en tchèque : Ústava Československé republiky ; en slovaque : Ústava Československej republiky) est la deuxième constitution de la Tchécoslovaquie, en vigueur de 1948 à 1960. Il est entré en vigueur le 9 mai, peu après la prise du pouvoir par les communistes dans le pays le 25 février 1948. Elle a remplacé la Constitution de 1920.
Le travail était en cours depuis l’été 1946. En conséquence, il ne s’agissait pas d’une constitution entièrement communiste. Plusieurs dispositions ont été directement reprises du la Constitution précédente. Mais elle contient aussi un certain nombre d’éléments empruntés à la « Constitution stalinienne » de l’Union soviétique. L’empreinte soviétique sur le document final était si forte que le président Edvard Beneš a refusé de signer le texte et a du démissionner. Elle a été violée de manière flagrante par le Parti communiste de Tchécoslovaquie (KSČ), le gouvernement et de nombreux acteurs tout au long de sa période d’application, en particulier en ce qui concerne les dispositions relatives à la propriété privée et aux droits de l’homme.
Depuis la libération du pays, il y a eu de nombreux différends concernant les nationalisations, les relations entre Tchèques et Slovaques et d’autres questions cruciales. Après la prise du pouvoir par les communistes en février 1948, le concept communiste a été largement appliqué. La constitution n’organisait pas l’administration gouvernementale selon le principe léniniste du centralisme démocratique (une disposition incorporée uniquement dans la Constitution « socialiste » de 1960 de la Tchécoslovaquie) ; en effet, il ne faisait aucune référence au communisme ou au KSČ. Cependant, il a déclaré que la Tchécoslovaquie s’était lancée dans une « révolution nationale et démocratique » qu’elle entendait défendre contre « la réaction intérieure et extérieure ». Il a présenté le coup d’État de 1948 comme une défense de « l’ordre démocratique du peuple ».
La constitution proclamait la Tchécoslovaquie un « État démocratique populaire » dans lequel le peuple était « la seule source de tout pouvoir ». Elle déclarait que l’économie de la Tchécoslovaquie était basée sur la nationalisation des industries, du commerce, des finances. Le secteur public est la base de l’économie, mais la Constitution protége également le secteur privé et les coopératives. Elle a également accordé un certain degré d’autonomie à la Slovaquie, qui a été dotée de son propre organe législatif et de sa propre structure gouvernementale, bien que ceux-ci aient été subordonnés aux autorités centrales de Prague. Le parlement continua à s’appeler l’Assemblée nationale, mais le Sénat ait été aboli.
Contrairement à la plupart des constitutions communistes, la Constitution du 9 mai ne remplaçait pas le Président par un corps collectif. Elle offrait également des protections contre les arrestations arbitraires ; personne ne pouvait être placé en détention sans mandat. D’autre part, les dispositions consacrant les droits civils ont été effectivement neutralisées par une disposition qui interdisait leur utilisation pour faire « des déclarations et des actes qui constituraient une menace pour l’indépendance, la totalité et l’unité de l’État, la Constitution, la forme républicaine de gouvernement ou l’ordre démocratique populaire » et autorisait leur restriction « lorsque des événements se produisent qui menacent dans une mesure accrue l’indépendance, l’intégralité et l’unité de l’État, la Constitution, la forme républicaine de gouvernement et l’ordre démocratique populaire, ou la loi et l’ordre publics ». La garantie constitutionnelle de la liberté de la presse a été vidée de son sens par des dispositions faisant du cinéma et de la radiodiffusion des monopoles d’État et donnant au gouvernement le pouvoir exclusif d'autoriser des publicatyions périodiques. Les juges étaient tenus de se conformer à la fois aux lois et aux ordonnances gouvernementales, ce qui leur enlevait le droit d’annuler les actions de l’exécutif qui n’étaient pas conformes aux lois.

### Source
- (en) Cet article est partiellement ou en totalité issu de l’article de Wikipédia en anglais intitulé « Ninth-of-May Constitution » (voir la liste des auteurs).